# Brain Dead (2007)
Brain Dead ist ein US-amerikanischer Low-Budget-Splatterfilm des Regisseurs Kevin S. Tenney. Er erschien am 17. Oktober 2007.

## Handlung
Bei einem Angelausflug zweier Männer wird einer der beiden von einem Meteoriten in den Kopf getroffen und dabei von einem extraterrestrischen Parasiten befallen, der ihn in ein zombieartiges Monster mutieren lässt. Er tötet anschließend seinen Begleiter, verspeist dessen Gehirn und macht sich auf die Suche nach weiteren Opfern. Als er auf den Deputy Jimmy Ray trifft erwürgt er ihn und speit ihm einen dunklen Schleim ins Gesicht, woraufhin dieser ebenfalls in ein Monster mutiert.
Unterdessen gelingt es den Delinquenten Clarence und Bob während einer Reifenpanne aus ihrem Gefangenentransport zu entkommen, wobei Bob sich der Pump Gun ihres Bewachers bemächtigt. Auf ihrer Flucht in den Wald treffen sie bald auf eine leerstehende Angelhütte, in der sie sich vorläufig einquartieren. Die Medizinstudentinnen Sherry und Claudia, die sich bei einer Wanderung verirrt haben, stoßen kurze Zeit später ebenfalls zufällig auf die Hütte. Dort werden sie von Bob unter Gewaltandrohung festgehalten. Auch der Fernsehprediger Farnsworth und seine junge, attraktive Anhängerin Amy, die durch ein Missgeschick ihr Auto verloren haben und auf der Suche nach Hilfe zu der Hütte gelangen, werden von Bob zum Bleiben gezwungen.
Die Situation eskaliert als die Wildhüterin Sydney die Hütte untersucht und in ein Feuergefecht mit Bob verwickelt wird, in dessen Verlauf sie angeschossen und schließlich von dem mutierten Deputy Jimmy Ray, der zu diesem Zeitpunkt bei der Angelhütte eintrifft, brutal getötet wird. Die anderen sechs verschanzen sich, sobald sie die Gefahr erkennen, in der Hütte vor den Angriffen der Monster und müssen dort im weiteren Verlauf des Films um ihr Überleben kämpfen.

## Hintergrund
Die Dreharbeiten fanden in einem Zeitraum von vier Wochen in Kalifornien statt.

## DVD
Am 12. Oktober 2010 erschien der Film auf DVD.